# Chailly-en-Gâtinais
Pour les articles homonymes, voir Chailly et Gâtinais (homonymie).
Chailly-en-Gâtinais est une commune française située dans le département du Loiret, en région Centre-Val de Loire.

## Géographie

### Localisation

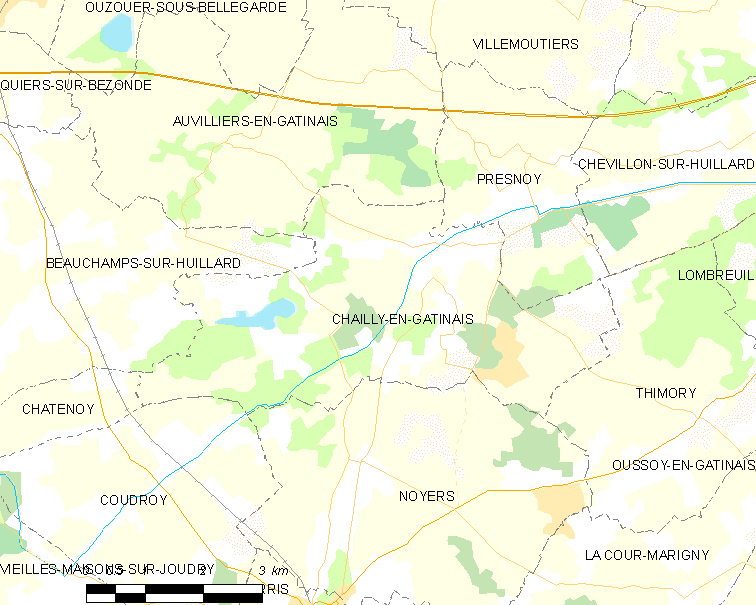
Carte de la commune de Chailly-en-Gâtinais et des communes limitrophes

La commune de Chailly-en-Gâtinais se trouve dans le quadrant sud-est du département du Loiret, dans la région agricole du Gâtinais pauvre. À vol d'oiseau, elle se situe à 47,8 km  d'Orléans, préfecture du département, à 16,0 km de Montargis, sous-préfecture, et à 6,9 km de Lorris, ancien chef-lieu du canton dont dépendait la commune avant mars 2015. La commune fait partie du bassin de vie de Lorris.

### Communes limitrophes
Autres communes proches : Villemoutiers (5,4 km), Ladon (6,1 km), Chevillon-sur-Huillard (6,2 km), Lombreuil (6,5 km), Lorris (6,9 km).

### Géologie et relief
La commune est classée en zone de sismicité 1, correspondant à une sismicité très faible.

### Hydrographie

Réseau hydrographique de Chailly-en-Gâtinais.

La commune est traversée par le Canal d'Orléans (5,454 km). Le réseau hydrographique communal, d'une longueur totale de 25,27 km, comprend quatre autres cours d'eau notables, la Poterie (3,258 km), le Pontet (0,862 km), l'Huillard (3,195 km) et le Ruisseau de la Motte (2,515 km), et divers petits cours d'eau dont le ru de Dandelot (2,58 km), le ruisseau de la Noue-Mazone (0,717 km), un bras de la Noue Mazone (0,749 km), un bras du Pontet (0,032 km), un bras de l'Huillard (0,105 km), l'écluse de la Vallée (0,018 km), le fossé 01 de la Haie (1,703 km), le fossé 01 des Charriers (1,083 km) et le fssé 01 des Poucets (2,997 km).
Le canal d’Orléans court sur 78,65 kilomètres entre Orléans, où il débouche dans la Loire et Châlette-sur-Loing, où il rejoint le canal du Loing et le canal de Briare au niveau du bief de Buges. Le Bief de Rougemont 1 870 mètres et le bief de Chailly-en-Gâtinais 2 530 mètres sont situés sur la commune. Le canal est en plein essor de 1692 à 1793. De 1 500 à 2 000 bateaux remontent chaque année la Loire depuis Nantes pour gagner Paris. Mais avec la concurrence du rail, le trafic diminue puis disparaît complètement au début du 20e siècle. Le canal est déclassé en 1954 des voies navigables et entre dans le domaine privé de l’État.

La Poterie
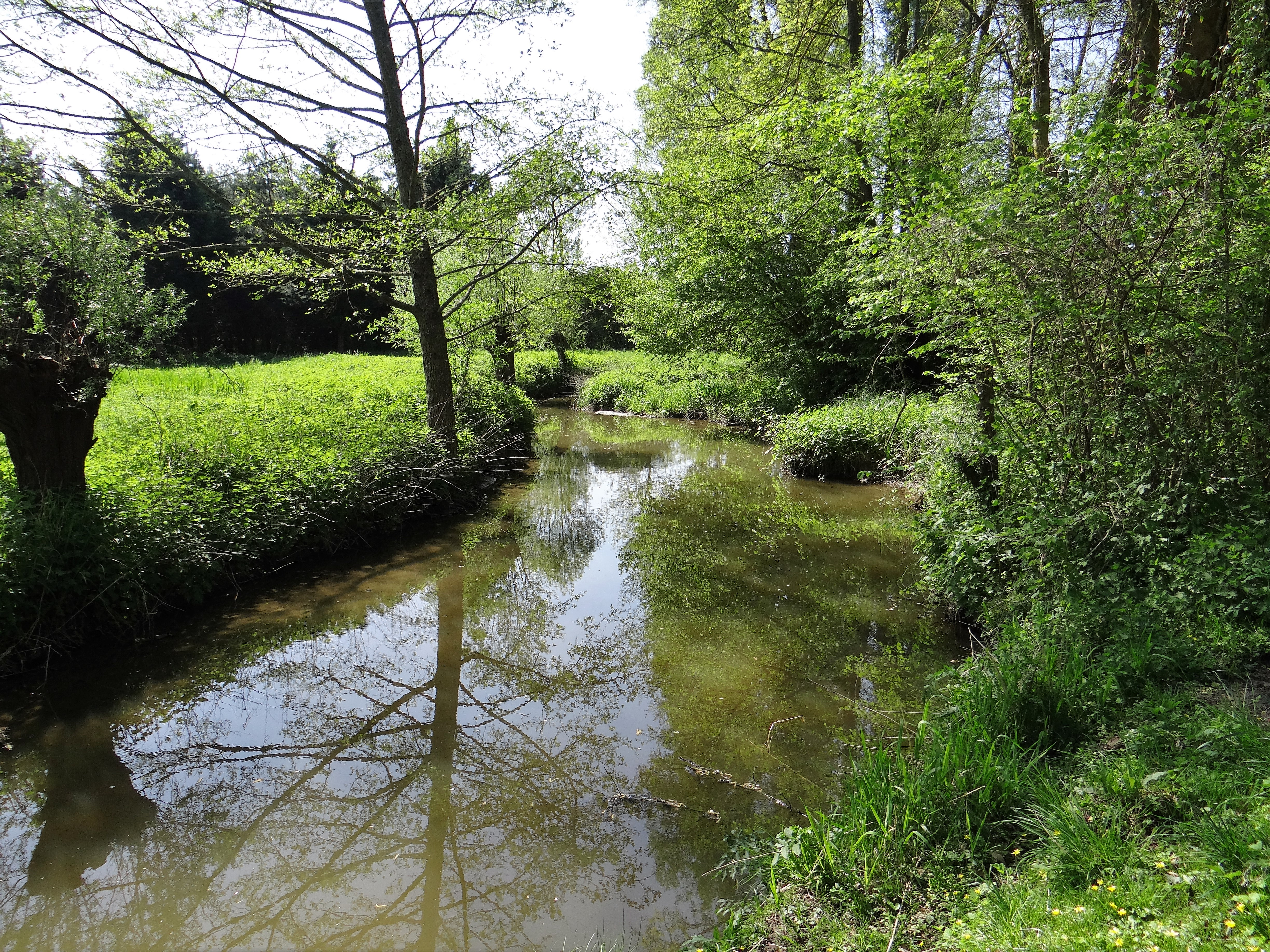
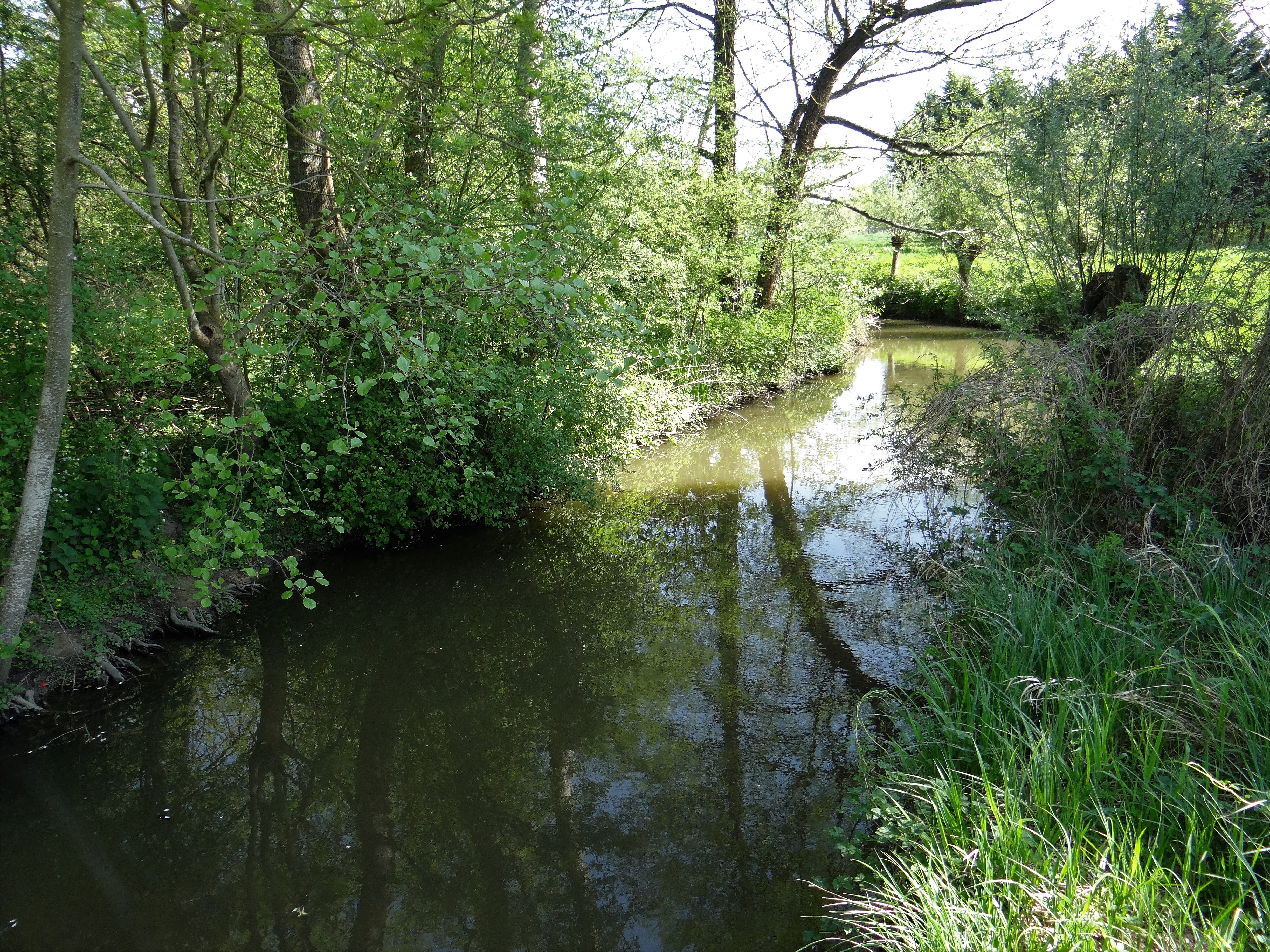
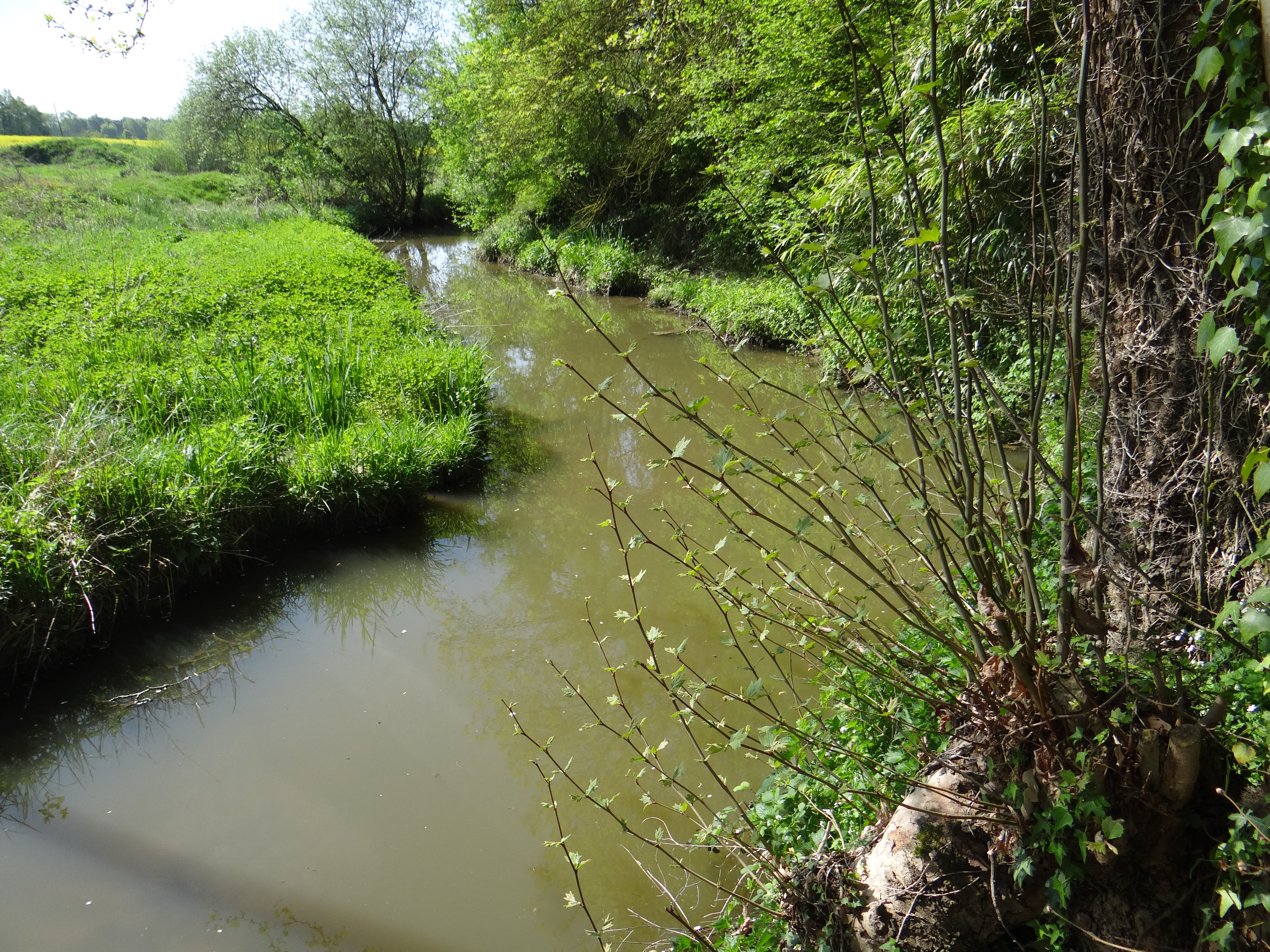

Le canal d'Orléans à Chailly-en-Gâtinais
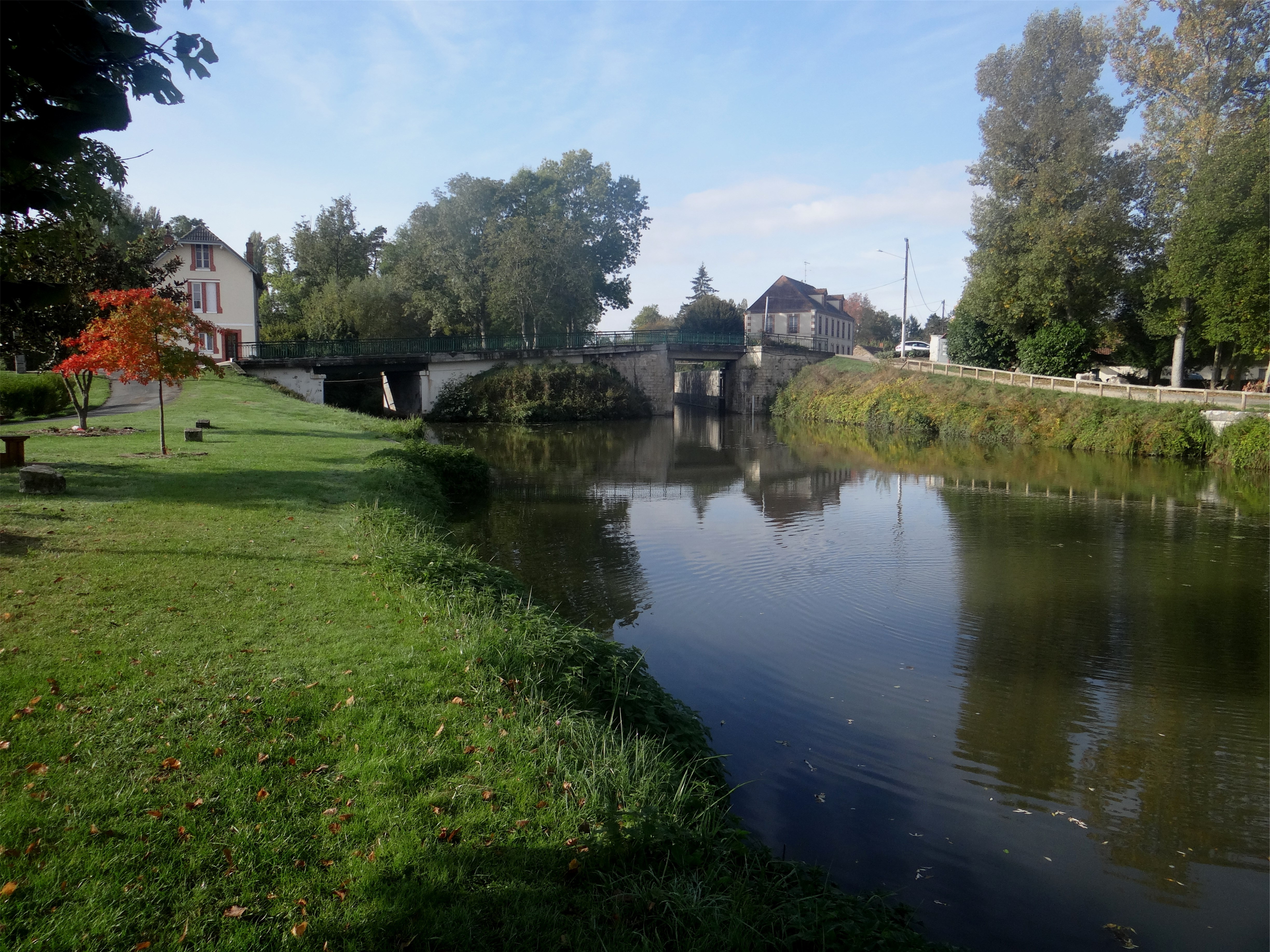
L'entrée du bief et le canal
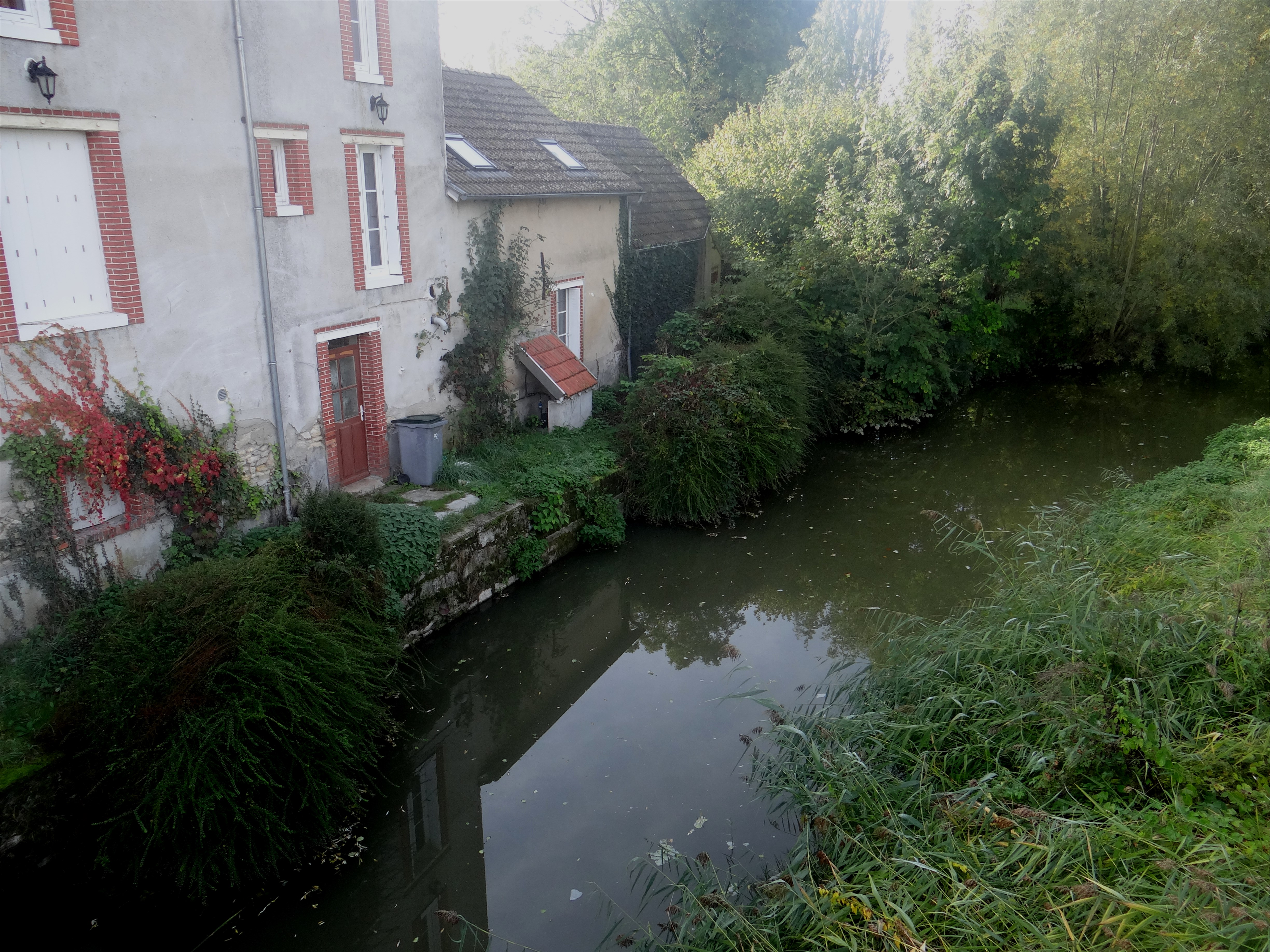
Le bief
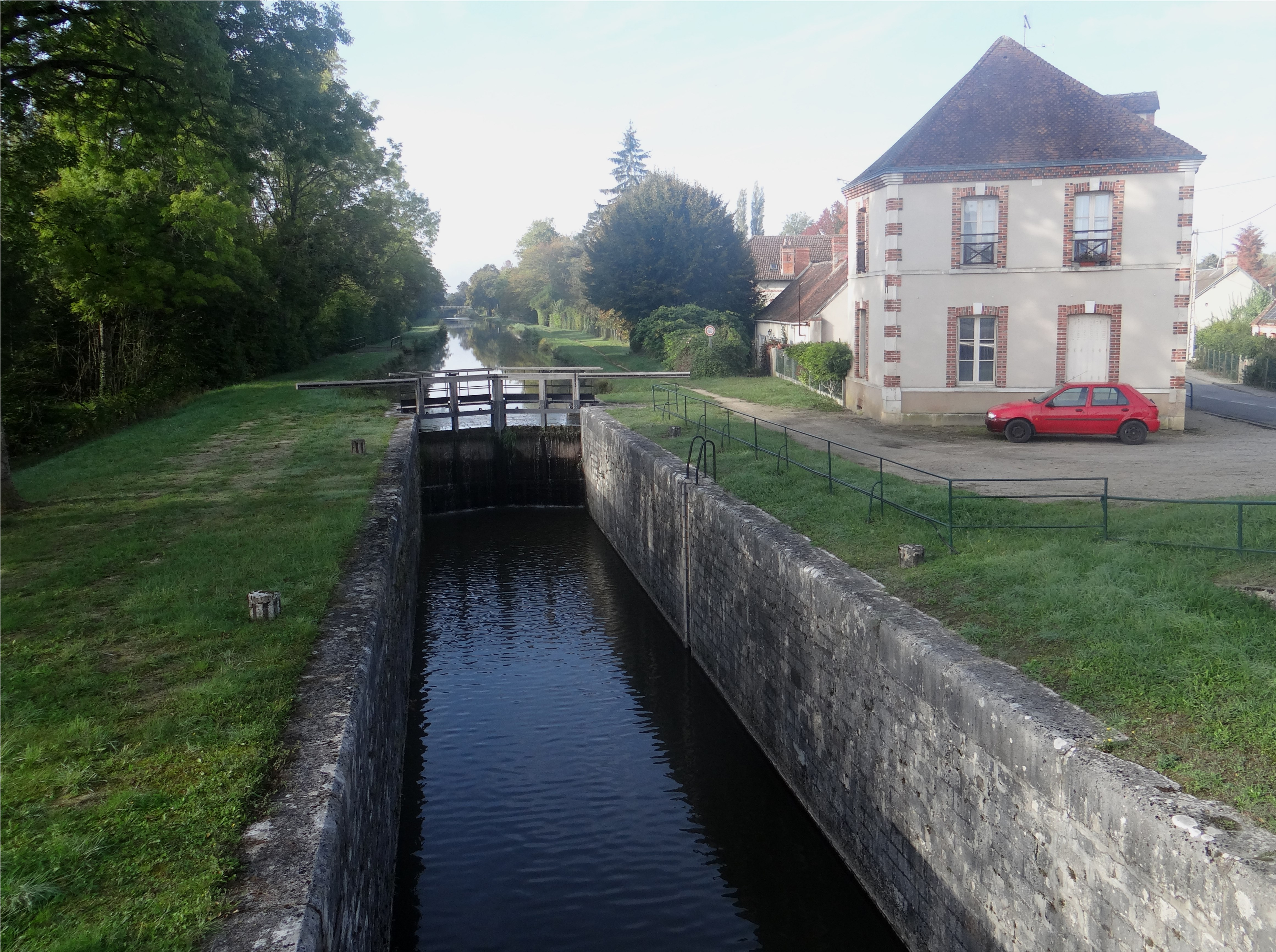
L'écluse
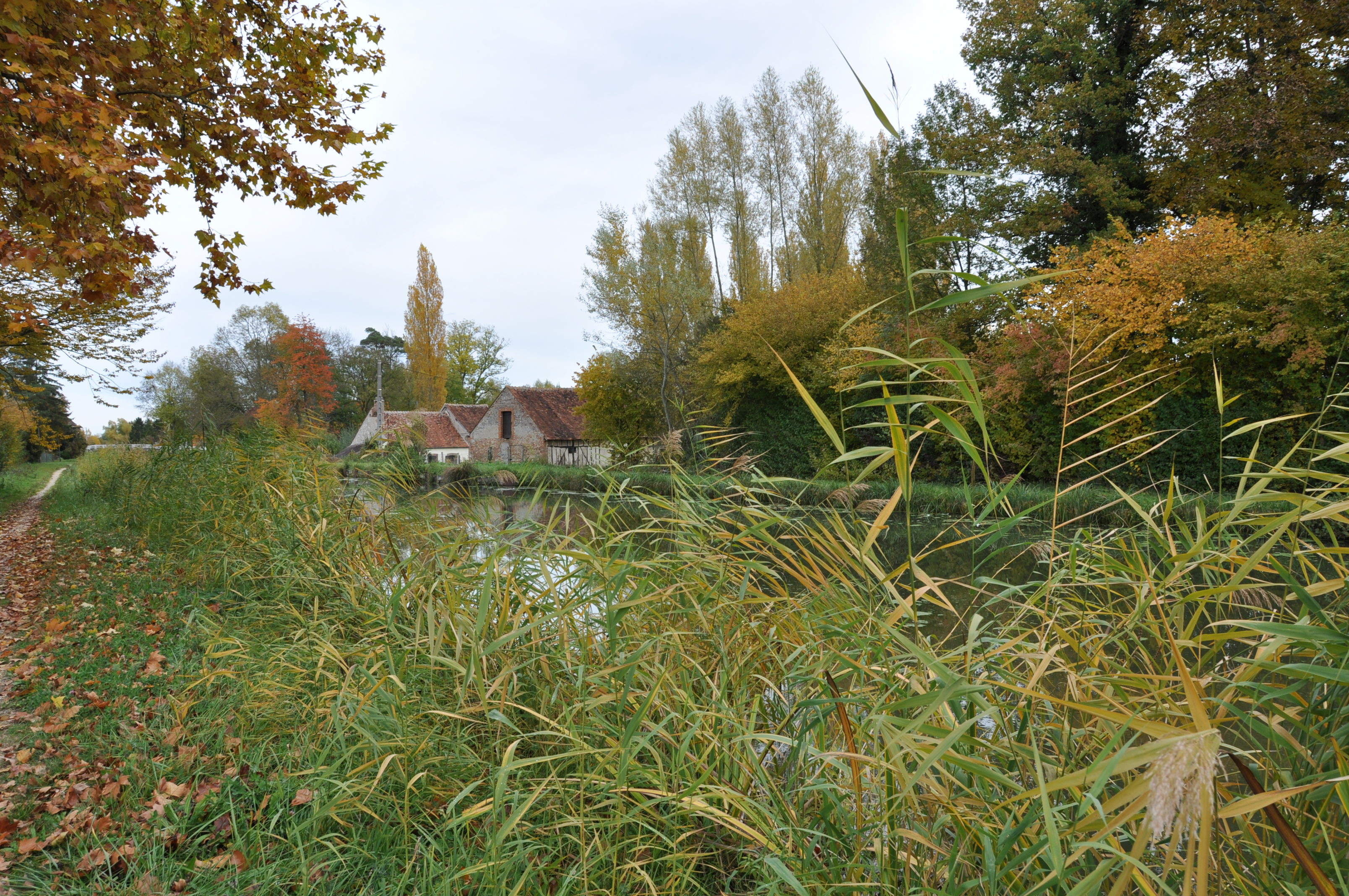
Le canal

L'Huillard, d'une longueur totale de 25,9 km, prend sa source dans la commune de Châtenoy et se jette  dans la Bezonde à Saint-Maurice-sur-Fessard, après avoir traversé 7 communes. Sur le plan piscicole, l'Huillard est classé en deuxième catégorie piscicole. L'espèce biologique dominante est constituée essentiellement de poissons blancs (cyprinidés) et de carnassiers (brochet, sandre et perche).
Le Ruisseau de la Motte, d'une longueur totale de 10,7 km, prend sa source dans la commune de Châtenoy et se jette  dans le Canal d'Orléans à Coudroy, après avoir traversé 5 communes. Sur le plan piscicole, le Ruisseau de la Motte est également classé en deuxième catégorie piscicole.
La Poterie, d'une longueur totale de 13,8 km, prend sa source dans la commune de Lorris et se jette  dans le Canal d'Orléans à Chailly-en-Gâtinais, après avoir traversé 4 communes.
- La Poterie

### Climat
Pour des articles plus généraux, voir Climat du Centre-Val de Loire et Climat du Loiret.
En 2010, le climat de la commune est de type climat océanique dégradé des plaines du Centre et du Nord, selon une étude du CNRS s'appuyant sur une série de données couvrant la période 1971-2000. En 2020, Météo-France publie une typologie des climats de la France métropolitaine dans laquelle la commune est exposée à un climat océanique altéré et est dans la région climatique Centre et contreforts nord du Massif Central, caractérisée par un air sec en été et un bon ensoleillement.
Pour la période 1971-2000, la température annuelle moyenne est de 11,1 °C, avec une amplitude thermique annuelle de 15,5 °C. Le cumul annuel moyen de précipitations est de 689 mm, avec 11 jours de précipitations en janvier et 7,3 jours en juillet. Pour la période 1991-2020, la température moyenne annuelle observée sur la station météorologique de Météo-France la plus proche, sur la commune de Ladon à 6 km à vol d'oiseau, est de 11,7 °C et le cumul annuel moyen de précipitations est de 685,3 mm,. Pour l'avenir, les paramètres climatiques de la commune estimés pour 2050 selon différents scénarios d'émission de gaz à effet de serre sont consultables sur un site dédié publié par Météo-France en novembre 2022.

### Milieux naturels et biodiversité
L’inventaire des zones naturelles d'intérêt écologique, faunistique et floristique (ZNIEFF) a pour objectif de réaliser une couverture des zones les plus intéressantes sur le plan écologique, essentiellement dans la perspective d’améliorer la connaissance du patrimoine naturel national et de fournir aux différents décideurs un outil d’aide à la prise en compte de l’environnement dans l’aménagement du territoire. Le territoire communal de Chailly-en-Gâtinais comprend deux ZNIEFF.
| Désignation                                  | Type   | Superficie   | Description | Carte |
| -------------------------------------------- | ------ | ------------ | --- | ----- |
| « Canal d'Orléans du Hateau à la vallée »    | type 1 | 4 hectares   | s'étend sur 3 communes (Chailly-en-Gâtinais, Coudroy et Noyers). Il s'agit d'une portion du canal d'Orléans, située entre l'écluse de la Vallée et l'écluse du Hateau. Son altitude est de 100 m. Le site abrite une population très importante d'Hydrocharis morsus-ranae, espèce rare en région Centre-Val de Loire. C'est donc ici le nombre particulièrement important (une des plus belles populations de la région, voire la plus belle) d'individus qui motive la reconnaissance du site en ZNIEFF de type 1.                                               |       |
| « Chaine des étangs du May et de Piquereau » | type 2 | 267 hectares | La zone est constituée de deux chaînes d'étangs pratiquement parallèles situées à l'est de la forêt d'Orléans, au nord du canal d'Orléans. Son altitude varie entre 101 et 112 m. Les étangs de la Boirie, Neuf et Piquereau, au nord, sont riches en végétation flottante et immergée. L'intérêt paysager des étangs s'ajoute à l'intérêt biologique (nénuphars et nymphéas, belles roselières). De nombreux oiseaux d'eau sont présents : mouette rieuse, héron cendré, fuligule milouin, grèbe huppé, cygne tuberculé, sterne pierregarin, chevalier guignette. |       |

Il n'existe pas de zone Natura 2000 sur le territoire communal de Chailly-en-Gâtinais.

## Urbanisme

### Typologie
Au 1er janvier 2024, Chailly-en-Gâtinais est catégorisée commune rurale à habitat dispersé, selon la nouvelle grille communale de densité à sept niveaux définie par l'Insee en 2022.
Elle est située hors unité urbaine et hors attraction des villes,.

### Occupation des sols
Le territoire de la commune se compose de 42,2 % de terres arables, 24,6 % de forêts, 17 % de prairies, 11,8 % de zones agricoles hétérogènes, 2,7 % de zones urbanisées et 1,8 % d’eaux continentales,.

### Lieux-dits et écarts
La commune compte 180 voies dont 138 lieux-dits administratifs répertoriés dont les plus importants sont Le Chesnoy, les Rouches Moulins, et le Bois de Romaison.

### Voies de communication et transports

Réseau routier principal de la commune de Chailly-en-Gâtinais (avec indication du trafic routier 2014).

#### Voies de communication
Les routes départementales 38, 39 et 963 ainsi que le bief de Chailly-en-Gâtinais du canal d'Orléans traversent le territoire de la commune.

#### Transports
Chailly-en-Gâtinais  est desservie par la ligne d’autocars 12 (Montargis - Dampierre-en-Burly)) de la société Ulys.
Les gares ferroviaires les plus proches :
- Gare de Montargis, gare SNCF desservie par les trains du réseau Transilien Paris-Lyon (ligne R) ainsi que par les Intercités, située à 25,4 kilomètres, (23 minutes) ;
- Gare de Nogent-sur-Vernisson, gare SNCF de la ligne de Moret - Veneux-les-Sablons à Lyon-Perrache, située à 22,9 kilomètres, (24 minutes).

### Logement
En 2013, le nombre total de logements dans la commune était de 422.
Parmi ces logements, 70,8 % étaient des résidences principales, 22,9 % des résidences secondaires et 6,4 % des logements vacants.
La part des ménages propriétaires de leur résidence principale s’élevait à 81,9 %.

### Risques naturels et technologiques
La commune de Chailly-en-Gâtinais est vulnérable à différents aléas naturels : climatiques (hiver exceptionnel ou canicule), mouvements de terrains ou sismique (sismicité très faible). Elle est également exposée à un risque technologique : le risque de transport de matières dangereuses
.
Entre 1989 et 2019, neuf arrêtés ministériels ayant porté reconnaissance de catastrophe naturelle ont été pris pour le territoire de la commune : deux  pour des inondations et coulées de boues et sept pour des mouvements de terrains.

#### Risques naturels
Le territoire de la commune peut être concerné par un risque d'effondrement de cavités souterraines non connues. Une cartographie départementale de l'inventaire des cavités souterraines et des désordres de surface a été réalisée. Il a été recensé sur la commune plusieurs effondrements de cavités.
Par ailleurs, le sol du territoire communal peut faire l'objet de mouvements de terrain liés à la sécheresse. Le phénomène de retrait-gonflement des argiles est la conséquence d'un changement d'humidité des sols argileux. Les argiles sont capables de fixer l'eau disponible mais aussi de la perdre en se rétractant en cas de sécheresse. Ce phénomène peut provoquer des dégâts très importants sur les constructions (fissures, déformations des ouvertures) pouvant rendre inhabitables certains locaux. Celui-ci a particulièrement affecté le Loiret après la canicule de l'été 2003. Une grande partie du territoire de la commune est soumise à un aléa « moyen » face à ce risque, selon l'échelle définie par le Bureau de recherches géologiques et minières (BRGM).
Depuis le 22 octobre 2010, la France dispose d’un nouveau zonage sismique divisant le territoire national en cinq zones de sismicité croissante. La commune, à l’instar de l’ensemble du département, est concernée par un risque très faible.

#### Risques technologiques
La commune est exposée au risque de transport de matières dangereuses, en raison du passage sur son territoire d'un gazoduc,,.

## Toponymie
L'origine du nom vient du latin Calliacus puis Calliaco, Calli en 1110, puis Cali en 1140.
Au XVIIIe siècle apparaît le nom de Chaillis.
La dénomination actuelle a été officialisée en 1933. Auparavant, la commune était connue sous le simple nom Chailly (toujours utilisé dans le langage courant).
Ses habitants sont appelés les Calliciens.

## Histoire

### De l’Antiquité au Moyen Âge
Des outils et des armes de la période néolithique (haches polies et pointes de javelots) ont été retrouvés autour du village.

### Du Moyen Âge à la Révolution
Au sud-est du village, le lieu-dit le Fort évoque l’existence  du château des Seigneurs de Chailly.
En 1202, sous le règne de Philippe Auguste, on mentionne un chevalier Geoffroi de Chailly, et ultérieurement une dame veuve du nom de Odierne de Chailly.
Durant la guerre de Cent Ans, le château de Chailly, est brûlé et démoli par les Anglais.
En 1439, une aide est demandée au duc d’Orléans par le gouverneur de Lorris, Charles de la Rivière, pour sa reconstruction.
En octobre de la même année, Richart Poquère est cité en tant que seigneur de « Chailly en Gastinois » comme témoin à Orléans à l’occasion d’un procès intenté par Louis de Giac  à Georges de la Trémoille après son mariage avec Catherine de l’Isle-Bouchard, marraine de Louis XI.

### Époque contemporaine
Le 4 juillet 1884, par délibération du conseil municipal de Chailly, il est consacré une somme de 50 francs pour l’achat d’une vingtaine de fusils en bois, considérant qu’il est bon pour les enfants d’exercer l’art militaire dès le jeune âge.
Cette décision fait suite à la recommandation de Jules Ferry en 1880, puis à la loi du 28 mars 1882 mettant la gymnastique et les exercices militaires au nombre des matières d’enseignement.
En 1910, le centre du village est éclairé par deux réverbères à gaz. La fonction « d’allumeur de lampe » incombe au cantonnier municipal moyennant un complément de salaire annuel de 20 francs.
En avril 1912, l’annonce est faite de l’arrivée du téléphone dans la commune et l’obtention d’un bureau de poste. La bonne nouvelle est confirmée en novembre...
Cette même année voit également venir la réparation du clocher de l’église et l’inspection du pont en bois du Fort, sur le ruisseau Poterie, et dont la solidité est douteuse.

## Politique et administration

### Découpage territorial

#### Bloc communal: Commune et intercommunalités
La paroisse de Chailly acquiert le statut de municipalité avec le  décret du 12 novembre 1789 de l'Assemblée Nationale puis celui de « commune », au sens de l'administration territoriale actuelle, par le décret de la Convention nationale du 10 brumaire an II (31 octobre 1793). Il faut toutefois attendre la loi du 5 avril 1884 sur l'organisation municipale pour qu'un régime juridique uniforme soit défini pour toutes les communes de France, point de départ de l’affirmation progressive des communes face au pouvoir central.
La commune est orthographiée Chailly dans l'arrêté de 1801. En 1918, la Chambre de Commerce de Paris émet le souhait « qu'un nom de complément soit donné aux localités qui portent une dénomination identique » afin d'éviter toute confusion dans les transmissions postales et le transport des marchandises. Le gouvernement accueille favorablement cette demande et le 7 juin 1918 le préfet du Loiret invite 82 communes du Loiret ayant des homonymes dans d'autres départements à compléter leur nom. Vingt-trois conseils municipaux refusent. La commune de Chailly, quant à elle, prend le nom de Chailly-en-Gâtinais à la suite du décret du 21 février 1933.

Localisation de la commune de Chailly-en-Gâtinais dans la communauté de communes Canaux et forêts en Gâtinais.

La commune est membre de la Communauté de communes du canton de Lorris depuis sa création le 26 décembre 1997, une intercommunalité qui remplace l'ancien SIVOM du canton de Lorris, créé en février 1969.
Afin de renforcer et réduire le nombre d'intercommunalités en France, la loi du 7 août 2015 portant nouvelle organisation territoriale de la République (dite loi NOTRe) fait passer le seuil démographique minimal de 5 000 à 15 000 habitants pour constituer une intercommunalité, sauf exceptions. Le schéma départemental de coopération intercommunale du Loiret est arrêté sur ces bases le 30 mars 2016 et le nombre d'établissements publics de coopération intercommunale à fiscalité propre passe dans le département du Loiret de 28 (2 communautés d'agglomération et 26 communautés de communes) à 16 (deux communautés d'agglomération et 14 communautés de communes dont une interdépartementale). Les communautés de communes du canton de Lorris et canton de Châtillon-Coligny et du Bellegardois fusionnent ainsi à compter du 1er janvier 2017 en une seule entité : la communauté de communes Canaux et forêts en Gâtinais, dont le siège est à Lorris. Cette nouvelle intercommunalité comprend 38 communes dont  Chailly-en-Gâtinais.

#### Circonscriptions de rattachement
Sous l'Ancien Régime, Chailly dépendait de l'archidiaconé du Gâtinais et de l'archevêché de Sens.
La loi du 22 décembre 1789 divise le pays en 83 départements découpés chacun en six à neuf districts eux-mêmes découpés en cantons regroupant des communes. Les districts, tout comme les départements, sont le siège d’une administration d’État et constituent à ce titre des circonscriptions administratives. La commune de Chailly est alors incluse dans le canton de Lorris, le district de Montargis et le département du Loiret.
La recherche d’un équilibre entre la volonté d’organiser une administration dont les cadres permettent l’exécution et le contrôle des lois d’une part, et la volonté d’accorder une certaine autonomie aux collectivités de base (paroisses, bourgs, villes) d’autre part, s’étale de 1789 à 1838. Les découpages territoriaux évoluent ensuite au gré des réformes visant à décentraliser ou recentraliser l'action de l'État. La régionalisation fonctionnelle des services de l'État (1945-1971) aboutit à la création de régions. L'acte I de la décentralisation de 1982-1983 constitue une étape importante en donnant l'autonomie aux collectivités territoriales, régions, départements et communes. L'acte II intervient en 2003-2006, puis l'acte III en 2012-2015.
Le tableau suivant présente les rattachements, au niveau infra-départemental, de la commune de Chailly-en-Gâtinais aux différentes circonscriptions administratives et électorales ainsi que l'historique de l'évolution de leurs territoires.
| Circonscription             | Nom                | Période   | Type                         | Évolution du découpage territorial |
| --------------------------- | ------------------ | --------- | ---------------------------- | --- |
| District                    | Montargis          | 1790-1795 | Administrative               | La commune est rattachée au district de Montargis de 1790 à 1795,. La Constitution du 5 fructidor an III, appliquée à partir de vendémiaire an IV (1795) supprime les districts, rouages administratifs liés à la Terreur, mais maintient les cantons qui acquièrent dès lors plus d'importance. |
| Canton                      | Lorris             | 1790-1801 | Administrative et électorale | Le 10 février 1790, la municipalité de Chailly est rattachée au canton de Lorris,. Les cantons sont supprimés, en tant que découpage administratif, par une loi du 26 juin 1793, et ne conservent qu'un rôle électoral. Ils permettent l’élection des électeurs du second degré chargés de désigner les députés. Les cantons acquièrent une fonction administrative avec la disparition des districts en 1795. |
| Canton                      | Lorris             | 1801-2015 | Administrative et électorale | Sous le Consulat, un redécoupage territorial visant à réduire le nombre de justices de paix ramène le nombre de cantons dans le Loiret de 59 à 31. Chailly est alors rattachée par arrêté du 9 vendémiaire an X (30 septembre 1801) au canton de Lorris, sous le nom de Chailly,. |
| Canton                      | Lorris             | 2015-     | Électorale                   | La loi du 17 mai 2013 et ses décrets d'application publiés en février et mars 2014 introduisent un nouveau découpage territorial pour les élections départementales. La commune est alors rattachée au nouveau canton de Lorris. Depuis cette réforme, plus aucun service de l'État n'exerce sa compétence sur un territoire s'appuyant sur le nouveau découpage cantonal. Le canton a disparu en tant que circonscription administrative de l'État ; il est désormais uniquement une circonscription électorale dédiée à l'élection d'un binôme de conseillers départementaux siégeant au conseil départemental. |
| Arrondissement              | Montargis          | 1801-     | Administrative               | Chailly est rattachée à l'arrondissement de Montargis depuis sa création en 1801,. |
| Circonscription législative | 6e circonscription | 2010-     | Électorale                   | Lors du découpage législatif de 1986, le nombre de circonscriptions législatives passe dans le Loiret de 4 à 5. Un nouveau redécoupage intervient en 2010 avec la loi du 23 février 2010. En attribuant un siège de député « par tranche » de 125 000 habitants, le nombre de circonscriptions par département varie désormais de 1 à 21,. Dans le Loiret, le nombre de circonscriptions passe de cinq à six. Chailly-en-Gâtinais, initialement rattachée à la cinquième circonscription, est, après 2010, rattachée à la sixième circonscription.                                                                |

#### Collectivités de rattachement
La commune de Chailly-en-Gâtinais est rattachée au département du Loiret et à la région Centre-Val de Loire, à la fois circonscriptions administratives de l'État et collectivités territoriales.

### Élections nationales
Élections présidentielles, résultats des deuxièmes tours :
- Élection présidentielle de 2002[68]: 69,11 % pour Jacques Chirac (RPR), 30,89 % pour Jean-Marie Le Pen (FN), 87,25 % de participation.
- Élection présidentielle de 2007[69]: 64,93 % pour Nicolas Sarkozy (UMP), 35,07 % pour Ségolène Royal (PS), 85,94 % de participation.
- Élection présidentielle de 2012[70]: 38,30 % pour François Hollande (PS), 61,70 % pour Nicolas Sarkozy (UMP), 85,15 % de participation.
- Élection présidentielle de 2017[71]: 31,89 % pour Emmanuel Macron (REM
), 41,80 % pour Marine Le Pen (FN), 81,69 % de participation.

### Politique et administration municipales

#### Conseil municipal et maire
Depuis les élections municipales de 2014, le conseil municipal  de Chailly-en-Gâtinais, commune de moins de 1 000 habitants, est élu au scrutin majoritaire plurinominal à deux tours, les électeurs pouvant modifier les listes, panacher, ajouter ou supprimer des candidats sans que le vote soit nul, pour un mandat de six ans renouvelable. Il est composé de 15 membres. L'exécutif communal est constitué par le maire, élu par le conseil municipal parmi ses membres, pour un mandat de six ans, c'est-à-dire pour la durée du mandat du conseil. Ivan Petit est maire depuis 2014.
| Période | Période  | Identité        | Étiquette                       | Qualité |
| ------- | -------- | --------------- | ------------------------------- | ------- |
| 1989    | 2008     | Jack Auger,     |                                 |         |
| 2008    | 2014     | Gérard Dalaigre |                                 |         |
| 2014    | 2020     | Yvan Petit      |                                 |         |
| 2020    | En cours | Hervé Vasseur   | Liste : "Chailly Notre Village" |         |

## Équipements et services

### Environnement

#### Gestion des déchets
En  2016, la commune est membre du SICTOM de la région de Châteauneuf-sur-Loire, créé en 1976. Celui-ci assure la collecte et le traitement des ordures ménagères résiduelles, des emballages ménagers recyclables  et des encombrants en porte à porte et du verre en points d’apport volontaire. Un réseau de dix déchèteries accueille les encombrants et autres déchets spécifiques (déchets verts, déchets dangereux, gravats, ferraille, cartons...). La déchèterie la plus proche est située sur la commune de Quiers-sur-Bezonde. L'élimination et la valorisation énergétique des déchets ménagers et de ceux issus de la collecte sélective sont effectuées par le SYCTOM de Gien-Châteauneuf-sur-Loire qui comprend un centre de transfert de déchets ménagers et un centre de stockage de déchets ultimes (CSDU) de classe II à Saint-Aignan-des-Gués ainsi qu'une usine d’incinération des ordures ménagères à Gien-Arrabloy.
Depuis le 1er janvier 2017, la « gestion des déchets ménagers » ne fait plus partie des compétences de la commune mais est une compétence obligatoire de la communauté de communes Canaux et Forêts en Gâtinais en application de la loi NOTRe du 7 août 2015.

#### Production et distribution d'eau
Le service public d’eau potable est une compétence obligatoire des communes depuis l’adoption de la loi du 30 décembre 2006 sur l’eau et les milieux aquatiques. Au 31 décembre 2016, la production et la distribution de l'eau potable sur le territoire communal sont assurées par le syndicat intercommunal d'alimentation en eau potable d'Auvilliers-en-Gâtinais, un syndicat créé en 1963 desservant cinq communes : Auvilliers-en-Gâtinais, Beauchamps-sur-Huillard, Chailly-en-Gâtinais, Ouzouer-sous-Bellegarde et Presnoy, la commune elle-même.
La loi NOTRe du 7 août 2015 prévoit que le transfert des compétences « eau et assainissement » vers les communautés de communes sera obligatoire à compter du 1er janvier 2020. Le transfert d’une compétence entraîne  de  facto la mise à disposition gratuite de plein droit des biens, équipements et services publics utilisés, à la date du transfert, pour l'exercice de ces compétences et la substitution de la communauté dans les droits et obligations des communes,.

#### Assainissement
La compétence assainissement, qui recouvre obligatoirement la collecte, le transport et l’épuration des eaux usées, l’élimination des boues produites, ainsi que le contrôle des raccordements aux réseaux publics de collecte, est assurée  par la commune elle-même.
La commune est raccordée à une station d'épuration située sur le territoire de la commune au lieu-dit Romaison, mise en service le 1er février 2005 et dont la capacité nominale de traitement est de  500 EH, soit 75 m3/jour. Cet équipement utilise un procédé d'épuration biologique dit « à boues activées »,.
L’assainissement non collectif (ANC) désigne les installations individuelles de traitement des eaux domestiques qui ne sont pas desservies par un réseau public de collecte des eaux usées et qui doivent en conséquence traiter elles-mêmes leurs eaux usées avant de les rejeter dans le milieu naturel. La communauté de communes du canton de Lorris a créé, par délégation de ses communes adhérentes, le service public d'assainissement non collectif (SPANC), qui a pour mission de contrôler les installations neuves et existantes, la mise en place d’un service de vidange et la réhabilitation des installations,. Depuis le 1er janvier 2017, c'est la communauté de communes Canaux et Forêts en Gâtinais, issue de la fusion de la communauté de communes du canton de Lorris, de la communauté de communes de Châtillon-Coligny et de la communauté de communes du Bellegardois, qui assure, par substitution, le SPANC.

## Population et société

### Démographie
L'évolution du nombre d'habitants est connue à travers les recensements de la population effectués dans la commune depuis 1793. Pour les communes de moins de 10 000 habitants, une enquête de recensement portant sur toute la population est réalisée tous les cinq ans, les populations de référence des années intermédiaires étant quant à elles estimées par interpolation ou extrapolation. Pour la commune, le premier recensement exhaustif entrant dans le cadre du nouveau dispositif a été réalisé en 2007.
En 2022, la commune comptait 688 habitants, en évolution de −0,72 % par rapport à 2016 (Loiret : +1,89 %, France hors Mayotte : +2,11 %).
| 1793 | 1800 | 1806 | 1821 | 1831 | 1836 | 1841 | 1846 | 1851 |
| ---- | ---- | ---- | ---- | ---- | ---- | ---- | ---- | ---- |
| 414  | 484  | 496  | 492  | 516  | 541  | 540  | 607  | 615  |

| 1856 | 1861 | 1866 | 1872 | 1876 | 1881 | 1886 | 1891 | 1896 |
| ---- | ---- | ---- | ---- | ---- | ---- | ---- | ---- | ---- |
| 553  | 576  | 624  | 632  | 593  | 548  | 563  | 576  | 552  |

| 1901 | 1906 | 1911 | 1921 | 1926 | 1931 | 1936 | 1946 | 1954 |
| ---- | ---- | ---- | ---- | ---- | ---- | ---- | ---- | ---- |
| 538  | 504  | 495  | 429  | 426  | 406  | 403  | 362  | 341  |

| 1962 | 1968 | 1975 | 1982 | 1990 | 1999 | 2006 | 2007 | 2012 |
| ---- | ---- | ---- | ---- | ---- | ---- | ---- | ---- | ---- |
| 316  | 298  | 340  | 415  | 459  | 560  | 649  | 662  | 705  |

| 2017 | 2022 | - | - | - | - | - | - | - |
| ---- | ---- | - | - | - | - | - | - | - |
| 683  | 688  | - | - | - | - | - | - | - |

### Enseignement
La commune est située dans l’académie d'Orléans-Tours.

## Économie

### Revenus de la population et fiscalité
Le nombre de ménages fiscaux en 2013 était de 296 et la  médiane du revenu disponible par unité de consommation  de 20 304 €.

### Emploi
En 2013, le nombre total d’emploi au lieu de travail était de 52.
Entre 2008 et 2013, la variation de l'emploi total  (taux annuel moyen ) a été de - 3,2 %. En 2013, le taux d’activité de la population âgée de 15 à 64 ans s'élevait à 72,5 % contre un taux de chômage de 11,6 %.

### Entreprises et commerces
En 2015, le nombre d’établissements actifs était de trente-sept dont onze  dans l’agriculture-sylviculture-pêche, un dans l'industrie, quatre dans la construction, dix-neuf  dans le commerce-transports-services divers et deux étaient relatifs au secteur administratif.
Cette même année, quatre entreprises ont été créées  par des Auto-entrepreneurs.

## Culture locale et patrimoine

### Lieux et monuments
- L'église paroissiale Saint-Aignan contient des fonts baptismaux en pierre du XVIe siècle inscrits à l'inventaire des monuments historiques depuis le 8 février 1908[97].

### Héraldique
| Blason de Chailly-en-Gâtinais | Les armes de Chailly-en-Gâtinais se blasonnent ainsi : Écartelé en sautoir: au 1er d'argent à l'ancre de sable, au 2e d'azur au dauphin d'or, au 3e de gueules à l'épi d'or, au 4e d'argent au cor de sable. |